# アルベルト・トンバ
アルベルト・トンバ（Alberto Tomba、1966年12月19日 - ）は、イタリア・エミリア＝ロマーニャ州ボローニャ県サン・ラッザロ・ディ・サーヴェナ出身のアルペンスキーヤー。
1980年代後半から1990年代にかけて回転および大回転で活躍した。冬季オリンピックでは3つの金メダルを獲得し、ワールドカップではインゲマル・ステンマルク、マルセル・ヒルシャー、ヘルマン・マイヤーについで史上4位の50勝をあげている（2010年12月現在）。レース前日にディスコやパーティーで騒いだり激しい気性をみせたことでも有名。その爆発的な競技力と劣勢でも終盤で大逆転劇を演じる事、またその破天荒な私生活と姓の響きも相まってTomba la Bomba（爆弾トンバ）と呼ばれた。
本業はカラビニエリ所属の国家憲兵。

## キャリア
イタリア、ボローニャ近郊に生まれ。幼少の頃からスポーツ万能でテニス、サッカー、ダートバイクなどをこなしたが、最もトンバの心をとらえたのがスキーだった。
1981年、トンバはジュニアスキー世界選手権で4位に入り、同年にミラノサンシーロの丘で開かれたパラレルスラローム大会では並み居るイタリア代表Aチームのスキーヤーに勝利した。そして1983年、わずか17歳のトンバはイタリア代表C2チームの一員になりプロスキーヤーとしてのデビューを果たした。
ヨーロッパ選手権で3勝をあげた後の1985年、トンバはワールドカップへ参戦した。翌1986年シーズンのトンバは、当初の62位から6位へとランキングを大幅に上昇させ、スキー界に大きな驚きをもたらした。同シーズン終盤のアルタバディアでは自身ワールドカップ初の表彰台にのぼり、1987年には世界選手権でも大回転で銅メダルを獲得した。
1987年11月27日にトンバはワールドカップの回転で初めて勝利を収めた。その2日後、トンバは憧れのステンマルクを破り、大回転でも初勝利した。このシーズンにトンバは9勝をあげたが最終ランキングはスイスのピルミン・ツルブリッゲンに次ぐ2位であった。トンバはポイントを得るためスーパー大回転への参戦を企図したが、ほどなく「速すぎるレースは危険だ」と表明した。最も得意とする2種目、回転と大回転でトンバは非常に積極的なスキースタイルを展開し、それは多くの成功ももたらした。しかしトンバの両競技への偏重は、他競技で得られたであろうポイントを逃すことにもなり、ワールドカップでの勝利を失わせることにもなったと考えられている。また滑降（ダウンヒル）については、祖母に「危ないから出るのを止めなさい」と言われたため出場することはなかった。
1988年カルガリーオリンピックでは、トンバは回転と大回転の2種目で金メダルに輝き、スーパースターの地位を獲得した。しかしその後2シーズンのトンバはスランプに陥り、1989年の世界選手権ではスーパー大回転6位、大回転7位に終わっている。1990-91シーズン、トンバはワールドカップ大回転でランキング1位を取り戻したものの、世界選手権では不振が続き回転4位であった。
トンバの完全復活は1991-92シーズンである。同シーズンのワールドカップでトンバは優勝9回、2位4回、3位2回の成績をあげ、終盤までスイスのパウル・アッコラと総合優勝を激しく争ったが、僅差で敗れた。1992年アルベールビルオリンピックでトンバは金メダル（大回転）と銀メダル（回転）を獲得し、目覚ましい復活シーズンの有終を飾った。
1993年の世界選手権（盛岡雫石大会）でのトンバは全く良いところがなかった。大回転では発熱し、回転では致命的なミスを犯すなど、トンバはこの大会で得たものは首痛のみだった。その他でも日本の大会でトンバは好成績を収められなかった。日本の雪質との相性が悪かったためとも言われている。それでもトンバはかつての栄光を取り戻しつつあった。逆境であればあるほど実力を発揮する現象は「トンバ効果」と呼ばれた。1994年リレハンメルオリンピックの回転でトンバは1走目で首位に1.84秒の大差を付けられ、メダルは絶望的と見られたが、2走目では前例がないほどの驚異的な滑りによって銀メダルに輝いた。
1995年、トンバはワールドカップで11勝をあげて、ついに総合優勝を果たし、イタリア人として20年ぶりにアルペンスキー界の頂点に立った。これまでのトンバは単独種目での優勝は数回経験していたが、総合優勝は初めてだった。通常総合のタイトルを獲得できるのは5種目（回転、大回転、スーパー大回転、滑降、アルペン複合）にすべて出場し、いずれも高い成績を残せるオールラウンダーであるが、トンバのように技術系種目（回転、大回転）のみでポイントを上げ、スピード系種目（スーパー大回転、滑降）及びアルペン複合でポイントをほとんど獲得していない選手が総合優勝するのは異例中の異例であった。1996年の世界選手権でも2つの金メダルを獲得したが、うち1つは1走目の首位との0.81秒差を覆しての勝利だった。
トンバの栄光にも終焉が近付いていた。1998年長野オリンピックで彼が得たメダルはなく、トンバの時代が終わったことを人々に印象づけた。そのシーズンのワールドカップでもトンバは回転で2勝(第5戦シュラドミングと最終戦クランモンタナ)を挙げており、必ずしも不甲斐ないシーズンだったとは言い切れないが、トンバは1998年10月3日に引退を発表した。トンバは、ワールドカップで10年間にわたり毎シーズン最低1勝をあげた1人であり、同じ実績を残したのはインゲマル・ステンマルクとアレクシ・パンテュローの3人である。
2006年、自国イタリアで開催されたトリノオリンピック開会式では聖火ランナーとして登場し、最終ランナーのステファーニア・ベルモンドへ引き継いだ。

## その他
1966年12月、ボローニャの病院と同じ病院の隣の部屋で、サッカー元イタリア代表のジャンルカ・パリュウカが数時間前に誕生、更に成人後には体格も似ていたことから、双子に例えられることがあった。

## 成績

### FISワールドカップ
- シーズン総合優勝 - 1回
- シーズン回転優勝 - 4回
- シーズン大回転優勝 - 4回
  - 通算50勝（回転35勝、大回転15勝）2位26回、3位12回
  - 1994/95シーズンには11連勝の記録も樹立した。

#### 総合順位
| 1986 | 1987 | 1988 | 1989 | 1990 | 1991 | 1992 | 1993 | 1994 | 1995 | 1996 | 1997 | 1998 |
| ---- | ---- | ---- | ---- | ---- | ---- | ---- | ---- | ---- | ---- | ---- | ---- | ---- |
| 51   | 15   | 2    | 3    | 9    | 2    | 2    | 5    | 3    | 1    | 5    | 25   | 14   |

### FISアルペン世界選手権
- 1987年クラン・モンタナ大会 - 大回転:銅メダル
- 1996年シエラ・ネバダ大会 - 大回転:金メダル、回転:金メダル
- 1997年セストリエ大会 - 回転:銅メダル

### 冬季オリンピック
- 1988年カルガリー大会 - 大回転:金メダル、回転:金メダル
- 1992年アルベールビル大会 - 大回転:金メダル、回転:銀メダル
- 1994年リレハンメル大会 - 回転:銅メダル